# Annedore
Annedore ist ein weiblicher Vorname.

## Herkunft und Bedeutung
Der Name Annedore wurde durch die Zusammenfügung von Anne und Dorothea gebildet. Anne ist eine Variante des hebräischen Namens Anna und bedeutet „Anmut“, „Liebreiz“, „Gnade“ und Dorothea ist griechischer Herkunft und bedeutet „Geschenk Gottes“.

## Namensträgerinnen
- Annedore Christians (1926–2013), deutsche Schriftstellerin, Malerin und Bildhauerin
- Annedore Dietze (* 1972), deutsche Malerin
- Annedore von Donop, deutsche Filmproduzentin
- Annedore Huber-Knaus, deutsche Schauspielerin
- Annedore Kleist (* 1967), deutsche Schauspielerin
- Annedore Leber (1904–1968), deutsche Publizistin, Verlegerin und Politikerin
- Annedore Neufeld, deutsche Dirigentin und Kirchenmusikerin
- Annedore Oberborbeck (* 1982), deutsch-ungarische Violinistin
- Annedore Prengel (* 1944), deutsche Erziehungswissenschaftlerin und Hochschullehrerin
- Annedore Richter (* 1948), deutsche Volleyballspielerin und -trainerin
- Annedore Windler (* 1956), deutsche Politikerin